# Микитинці (Івано-Франківський район)
Мики́тинці — село Івано-Франківської міської громади Івано-Франківського району Івано-Франківській області. З півночі воно межує із селом Угорники (лінією розділу є вулиця Тисменицька), з півдня — із Хриплином; зі сходу сусідом Микитинців є м. Тисмениця, а з заходу — обласний центр.

## Історія
Назва Микитинці утворена семантичним шляхом від патронімної родової назви «Микитиничи» — діти, нащадки Микити. Первісне її значення: «Поселення, у якому жили (яке заснували) Микитиничи». За даними дослідника П. Сіреджука, віднайденими в архівах, Микитинці вперше згадуються в документах у 1510 році.
У першій половині XVI ст. село перебувало у власності родини шляхтичів Паньовських. Згодом перейшло до галицького каштеляна Яна Сененського (Засянного[джерело?]), а після його смерті (поч. 1598 р.) — до одного з синів. Наприкінці 1598 р. власником Микитинців став Якуб Потоцький, син старости генерального подільського, старости хмільницького, королівського ротмістра Миколая Потоцького. Відтоді упродовж трьох століть село належало представникам кількох поколінь цього шляхетського польського роду.
У 1819 р. відбувся поділ сіл Тисменицького ключа («куща»). Микитинці понад півстоліття (70 років) перебували y власності Антонія Мисловського (згадується в 1838 р.) та його сина Альфреда (дідичем став y 1889 р.). У 1891—1894 рр. село належало графові Климентію Дідушицькому, потім — Сидонієві Кемпличу (1894—1896), а згодом перейшло до Г. Щепановського і Д. Шидловського. В 1903 р. місцевим дідичем був Симеон Грицуляк. За повідомленнями преси у цю пору на ґрунтах, які належали селу сталася екстраординарна подія, — восени 1903-го вибухнула і згоріла рафінерія нафти «Фішлер і Крайсберґ».
На початку XX ст. мирне життя всієї Європи перекреслила Перша світова війна. На фронт забрали і десятьох жителів Микитинців. У серпні 1914 р. представники різних партій створили y Львові Головну Українську Раду (ГУР), яку очолив Кость Левицький. Наступного дня була організована Бойова управа, якій ГУР доручила провести мобілізацію українців та сформувати військовий леґіон Українських Січових Стрільців. Запис до леґіону УСС розпочався уже в серпні 1914 р. З Микитинців до УСС зголосилося 15 юнаків, але взяли тільки двох — Д. Скрипника та Ю. Хоменця. Згодом до них приєднався В. Дзівінський, котрий на той час служив в австрійській армії.
1 листопада 1918 р. y Львові було проголошено створення Західно-Української Народної Республіки. На захист новоствореної держави стала Українська Галицька Армія (УГА), у лавах якої воювало 12 жителів Микитинців. Десятеро з них загинули в боях. Навесні 1919 р. під натиском польських військ генерала Галлера уряд ЗУНР разом з УГА відійшов за Стрипу. 20-25 травня Станиславівщину окупувало вороже військо.
Життя в Микитинцях, як і в усьому краї, почало налагоджуватися аж після кількох тяжких повоєнних років. У 1921 р. в селі налічувалося 319 будинків, у яких проживали 1820 осіб, а в 1931 p. — 385 осель і 2325 мешканців. За територіальним поділом село належало до Станиславівського повіту. В 1934—1939 pp. воно належало до Угорницької ґміни, куди входили ще 9 громад. 1934 року війтом призначили уродженця Микитинців В. Дзівінського.
З приходом більшовиків у 1939 р. усі національні товариства і організації заборонили. Всіх, хто не хотів служити новому режимові, заносили до категорії «ворогів народу». Село увійшло до новоствореного Станіславського району.
3a німецької окупації Станіславський повіт включно з Угорницькою ґміною увійшов до Станіславської округи, а та, у свою чергу, — до дистрикту Галичина із центром у Львові. Гітлерівський режим закарбувався в пам'яті людей грабіжницьким здиранням із місцевого населення контингентів, насильним вивезенням молоді до Німеччини і брутальною поведінкою окупантів. Ще однією героїчною сторінкою в пам'яті українською народу залишився вступ добровольців до дивізії «Галичина», що діяла у складі німецьких збройних сил. Із Микитинців до дивізії зголосилося 11 чоловіків.
Викриваючи справжню політику фашистської Німеччини щодо України, націоналістичне підпілля розгорнуло активну боротьбу з окупантами. Наприкінці 1943 р. почалися масові арешти патріотів. Микитинецькі оунівці зазнали першої втрати 14 листопада 1943 р. Посеред оперної вистави Я. Барнича «Шаріка» в театрі ім. І. Франка у Станіславі гестапівці в числі інших заарештували громадського діяча і члена ОУН Олексу Маланюка. Разом із 26-ма товаришами по нещастю він був прилюдно розстріляний 17 листопада неподалік театру.
Вдруге окупувавши західноукраїнські землі, частини Червоної армії, НКДБ і НКВС відразу ж узялися за свою криваву роботу — боротьбу з націоналістичним рухом. Оголосивши війну підпіллю, чужинці одночасно розпочали тотальну примусову мобілізацію до лав своєї армії всіх чоловіків та юнаків 1894—1926 років народження. У 1940—1941 та 1944 рр. із Микитинців на фронт забрали понад 100 осіб, з них 52 вояки загинули.
Понад півсотні мешканців села вели нерівну боротьбу з комуністичним режимом y рядах УПА, ще понад 20 належали до підпілля ОУН. У відплату за це українців почали масово вивозити y найглухіші і найсуворіші регіони держави, де на них чекали холод і голод, незліченні хвороби і смерть. Із Микитинців більшовики депортували 41 особу. Тих, хто залишився в селі, чекала насильницька колективізація.
Наприкінці 1980-х рр. в Україні відродився і посилився національний рух, виникають численні українські організації, спілки, товариства, фронти та рухи, які проводять широку культурницьку, громадську й політичну роботу, спрямовану на українське національне відродження. Восени 1989 р. у Микитинцях створено осередок Народного Руху України. У громадсько-політичне життя активно включилися микитинецькі родини, які взяли участь в утворенні живого ланцюга від Івано-Франківська до Києва, у демонтажі пам'ятника Леніну в обласному центрі тощо.
1 березня 1991 p. завдяки народним депутатам та місцевій громадськості було відновлено Микитинецьку сільську раду. У різний час її очолювали В. Паращук, Я. Осудар та M. Сіщук.
Згідно до розпорядження Кабінету Міністрів України від 12.06.2020 р. №714-р Микитинці увійшли до складу Івано-Франківської міської територіальної громади.

## Символіка
- Герб

У центрі композиції щит, вгорі прямокутний та заокруглений внизу. Щит розділений на три поля (синє, срібне, зелене). На синьому полі постать Микити — засновника села, який в лівій руці тримає Хрест, а в правій чашу. Одягнутий у лляну туніку, а на плечах накинутий пурпуровий плащ. Хрест зображений тому, що, згідно з історичною традицією, власник землі доручав досвідченому підприємцеві, т. зв. осадчому, заснувати нову оселю. У нашому випадку Микитинці. Чаша означає приналежність до священичого роду. На срібному полі — герб власників Микитинців Мисловських «Топор». Мисловські володіли Микитинцями близько століття. На зеленому полі зображений соловейко — свята і вільна Божа пташка, співець добра і кохання, символ весни і волі, високого натхнення і неперевершеного таланту.
- Прапор

У прапорі, як і гербі, використано наступні кольори: синій (символізує Святі Небеса, людську праведність, духовну відданість людини своєму Творцю і Судді), жовто–золотистий (символ тепла, радощів і поваги, уособлює Божественну велич і славу) і сріблясто–білий (символ чистоти і непорочності). Біла смуга на прапорі є уявним зображенням річки Млинівки, яка розділяла Микитинці майже навпіл і річки Бистриці Надвірнянської, на березі якої розташовані Микитинці. Присутність на прапорі синього та жовто–золотистого кольорів символізують приналежність Микитинців до Української держави. Ще один використаний колір — зелений — є уособленням природи, молодості, надії на злагоду, мир і спокій. У зелених ризах правлять Службу священики на честь праведників, котрі здійснили подвиги в ім'я Господа, віри і церкви, а також на Вербну неділю і Трійцю. 
Авторами проектів герба та прапора села Микитинці на початку 2010-х виступили краєзнавець Ростислав Гандзюк і тодішня секретарка сільської ради Галина Марків. Запропоновані проекти символіки були остаточно затверджені рішенням сесії Микитинецької сільської ради Івано-Франківської міської ради від 5 квітня 2012 р.

## Культура
Центром духовного життя села завжди був і залишається храм святого Микити, який уперше згадується в архівних документах у 1701 році. У 1-й пол. XX ст. він був дочірнім храмом угорницької церкви й належав до Тисменицького деканату. З 1814 р. сільську церковцю обслуговував о. Яків Рошкевич. У 1856 р. йому почав допомагати в душпастирських справах син o. Михайло. 1871 р. парохом села став о. Михайло Лукавецький, а через дванадцять років його змінив о. Стефан Ленкавський. 1904 року на парохію прибув о. Євстахій Шмериковський, під орудою якого в 1906 p. громада провела реконструкцію храму.
27 вересня 1919 р. на свято Воздвиження Чесного Хреста церква згоріла, тому в 1922 р. розпочали роботу зі спорудження нової святині за проєктом знаного українського архітектора Олександра Лушпинського. Завершення будівництва храму та його освячення відбулося в 1923 р.
29 квітня 1927 р. Микитинецьку парохію перейняв новий священик о. Михайло Ганушевський. Він багато працював для відродження духовного життя села, брав участь у роботі читальні «Просвіта», у різних громадських заходах.
У 1960 р. радянські функціонери закрили сільську церкву. В ній облаштували склад обласної друкарні. Лише y травні 1988 p. громада отримала необхідні документи на право користування храмом. У грудні почався ремонт святині, до якого активно долучилося багато родин. 12 березня 1989 р. при великому здвизі народу о. Іван Луцький урочисто відправив першу Службу Божу, а вже 16 грудня з благословення єпископа Павла Василика у церкві святого Микити 28 священиків прийняли присягу на вірність Греко-Католицькій Церкві. Цього ж року храм св. Микити був визнаний пам'яткою архітектури обласного значення. У серпні 1990 р. парохом Микитинців призначили о. Івана Петріва. У 2006—2007 pp. було впорядковано церковне подвір'я, зовнішнє та внутрішнє убранство храму.
Ще одним осередком культурно-духовного життя Микитинців став Народний дім, збудований у 1929—1933 рр. коштом громадського діяча, директора школи В. Грицишина. При Народному домі діє аматорський xop «Первоцвіт», створений ще в 1890 р. тим же В. Грицишиним. Згодом він долучив до подальшого становлення колективу славетного композитора Д. Січинського. Пізніше їхню справу з популяризації народного хорового мистецтва в селі успішно продовжили Б. Ганушевський, І. Лапук, O. Маланюк, C. Шкурган (заслужений артист України, професор Краківської музичної академії), В. Дзівінський, M. Козленко, І. Дзьомбак, В. Зварун. С. Коваль, І. Семків, Г. Карась. У 1976 р. хорові присвоєно звання народного самодіяльного.
У 1-й пол. XX ст. значну роль у житті села відігравала низка осередків знаних в краї культурно-громадських організацій. На початку століття була створена читальня «Просвіти». Її члени організовували в селі фестини, спортивні повітові змагання, вистави, літературні вечори. При читальні діяли різноманітні товариства, у час літніх робіт працювала захоронка (дитсадок).
У 1932 р. Б. Ганушевський організував для односельців осередок товариства «Сокіл», головними завданнями якого були пропагування здорового способу життя, залучення молоді до занять спортом. В міжвоєнну добу існували у селі й осередки молодіжної організації «Пласт», жіночої «Союз Українок», гурток товариства «Сільський Господар».
На сучасному етапі згуртована микитинецька громада продовжує шанувати свою історію, зберігає і примножує традиції. В селі є два народні хори, якими керують знані на Прикарпатті культурні діячі Г. Карась та В. Гнатишин, інструментальні й танцювальні ансамблі. У 2008 році у відреконструйованому приміщенні Народного дому відкрили музей села, експонати якого надали його мешканці. Гордість експозиції — колекція автентичного одягу. На території села встановлені пам'ятники Тарасові Шевченку, Лесі Українці, Степанові Бандері. В центрі, на руслі колишньої річки Млинівка, споруджено фонтан.

## Населення

### Мова
Розподіл населення за рідною мовою за даними перепису 2001 року:
| Мова            | Кількість | Відсоток |
| --------------- | --------- | -------- |
| українська      | 3256      | 99.63%   |
| російська       | 9         | 0.28%    |
| інші/не вказали | 3         | 0.09%    |
| Усього          | 3268      | 100%     |

## Виробництво
31 березня 2004 Івано-Франківська міськрада передала ТОВ «Українська побутова техніка» в оренду на 25 років 11,5892 га землі на території Микитинецької сільради. Невдовзі там було збудовано завод із виробництва сучасних пральних машинок. 2010 року завод був придбаний компанією Electrolux. З 2011 року завод ТОВ «Українська побутова техніка» виробляє пральні машинки марок Electrolux та Zanussi.

## Відомі люди

### Уродженці поселення
- Дзівінський Василь (1894—1947) — український політичний та громадський діяч, учасник національно-визвольного руху.
- Довган Ярослав (нар. 1956) — український поет, редактор.
- Кернякевич Роман (1909—1945) — український футболіст та спортивний діяч.
- Маланюк Олекса (1919—1943) — український педагог, політичний і громадсько-культурний діяч.
- Маланюк «Лис» Петро (1927—2002) — керівник пропаганди Тисменицького районного проводу ОУН, вояк УПА[14].
- Олексишин Орест (1947—2011) — український журналіст, спортивний коментатор.

### Пов'язані з селом
- о. Богдан Ганушевський (1912—2001) — священник УГКЦ, український суспільно-політичний та громадсько-культурний діяч. Причетний до відновлення  сокільського руху в селі на початку 1930-х. Протягом 1933–1935 років був художнім керівником та диригентом микитинецького хору при читальні «Просвіти».
- о. Михайло Ганушевський (1880—1962) — священник УГКЦ, посол Польського сейму, культурно-громадський діяч. Парох села в 1927–1939 та 1941–1950 роках.
- Грицишин Володимир (1865—?) — український педагог та громадський діяч. Тривалий час був директором початкової школи та організатором культурно-освітнього життя в селі.
- Січинський Денис (1865—1909) — видатний український композитор, хоровий диригент, видавець і музичний педагог. Протягом 1899–1909 років був художнім керівником та диригентом микитинецького хору.

### Поховані у селі
- Самокиш Роман (1877—1971) — повстанський отаман, полковник Армії УНР[15].
- Яновський Микола (1938—2000) — український поет і прозаїк, журналіст.
- Яросевич Роман (1862—1934) — український лікар, педагог, громадсько-політичний діяч, депутат австрійського парламенту та дипломат.

## Галерея

Церква св. МикитиЦерква св. Микити
Церква Всіх Святих Українського Народу
Сільрада
Школа
Пам'ятник борцям за волю України